# Ginger ale
Ginger ale (niet te verwarren met gemberbier) is een koolzuurhoudende frisdrank op smaak gebracht met gember. Het wordt op zichzelf geconsumeerd of gebruikt als ingrediënt bij cocktails, vaak bij dranken op basis van alcohol. Er zijn twee hoofdsoorten ginger ale. De 'gouden variant' wordt toegeschreven aan de Ierse arts Thomas Joseph Cantrell. De 'droge variant' (ook wel de bleke variant genoemd), een bleker drankje met een veel mildere gembersmaak, is gemaakt door de Canadees John McLaughlin.

## Ingrediënten
Commercieel verkrijgbare ginger ale bevat gewoonlijk sodawater, suiker en kunstmatige of natuurlijke gembersmaak. De hoeveelheid gember wordt vaak op etiketten vermeld als een algemene "natuurlijke geur" of "natuurlijke smaakstof", om het geheim van het recept te bewaren. Citroen, limoen en rietsuiker zijn de meest voorkomende ingrediënten. Ananas en honing worden ook af en toe gebruikt.
Traditionele ginger ale wordt gemaakt van een microbiële startercultuur (gist of 'ginger bug'), suiker, verse gemberwortel, eventuele andere smaakstoffen en water. De startercultuur kan worden afgeleid van o.a.  Saccharomyces florentinus  en  Lactobacillus hilgardii  of verse gemberwortel met lactobacillus bacteriën en wilde gist. De carbonatatie komt daar van de fermentatie in tegenstelling tot het carboniseren van het eindproduct. Alcohol als bijproduct van fermentatie kan aanwezig zijn maar kan worden gecontroleerd door de fermentatietijd te wijzigen.